# Coloconger scholesi
Coloconger scholesi är en fiskart som beskrevs av Chan, 1967. Coloconger scholesi ingår i släktet Coloconger och familjen Colocongridae. Inga underarter finns listade i Catalogue of Life.